# Walter Jon Williams
Walter Jon Williams (n. 15 octombrie 1953) este un scriitor american, principalele sale opere aparținând genului science fiction.

## Biografie
Williams s-a născut în Duluth, Minnesota și a urmat cursurile Universității din New Mexico, luându-și licența în 1975.
Williams a jucat în RPG-uri (alături de alți autori SF printre care se numără George R. R. Martin și Melinda Snodgrass) și a scris atât acțiunea cât și manualele de reguli ale jocurilor Privateers and Gentlemen de la Fantasy Games Unlimited și Cyberpunk de la R. Talsorian Games.
În 2006, Williams a fondat Taos Toolbox, un atelier de creație de două săptămâni pentru scriitorii de fantasy și science fiction.
La ora actuală trăiește în Valencia County, la sud de Albuquerque. în New Mexico.

## Activitatea scriitoricească
Câteva dintre romanele lui Williams au o tentă cyberpunk distinctă, în special Supercablat (care este și un tribut pentru romanul lui Roger Zelazny Drumul iadului), Voice of the Whirlwind și Angel Stationn. Totuși, el a explorat o serie de stiluri și genuri diferite, incluzând farsa (seria Majistral), space opera postcyberpunk (Aristoi), științifico-fantasticul militar (seria Dread Empire's Fall), istoria alternativă (Wall, Stone, Craft), science fantasy-ul (Metropolitan și City on Fire), thrillerul catastrofic (The Rift), seria Star Wars (The New Jedi Order: Destiny's Way), aventura istorică (seria Privateers and Gentlemen) și romanul polițist (Days of Atonement), în general într-un context science fiction.
Williams a contribuit și la câteva dintre romanele seriei Wild Cards.

### Romane
- Seria Supercablat
  - Hardwired (1986) - ro. Supercablat - editura Nemira, 1996
  - Voice of the Whirlwind (1987)
- Seria Drake Maijstral
  - The Crown Jewels (1987)
  - House of Shards (1988)
  - Rock of Ages (1995)
- Seria Metropolitan
  - Metropolitan (1995) - nominalizat la premiul Nebula
  - City on Fire (1997) - nominalizat la premiile Hugo și Nebula
- Seria Dread Empire's Fall
  - The Praxis (2002) - ro. Praxis - editura Leda, 2010
  - The Sundering (2003)
  - The Conventions of War (2005)
- Seria Privateers and Gentlemen (ca Jon Williams)
  - To Glory Arise - inițial The Privateer (1981)
  - The Tern Schooner - inițial The Yankee (1981)
  - Brig of War - inițial The Raider (1981)
  - The Macedonian (1981)
  - Cat Island (1981)
- Seria Dagmar Shaw
  - This Is Not a Game (2009)
  - Deep State (2011)
  - The Fourth Wall (2012)
- Alte romane
  - Ambassador of Progress (1984)
  - Knight Moves (1985) - nominalizat la premiul Philip K. Dick
  - Elegy for Angels and Dogs (1990)
  - Days of Atonement (1991)
  - Aristoi (1992) - pe lista preliminară[nefuncțională]
 a premiului Hugo pentru "Cel mai bun roman"; coperta a fost nominalizată la premiul Hugo
  - The Rift (1999) - ca Walter J. Williams
  - The New Jedi Order: Destiny's Way (2002)
  - Implied Spaces (2008)

### Culegeri de povestiri
- Facets (1990)
- Frankensteins and Foreign Devils (1998)
- The Green Leopard Plague and Other Stories (Trade Hardcover: Night Shade Books, 2010, ISBN 978-1-59780-177-5)

### Povestiri notabile
- "Dinosaurs" (1987) - nominalizată la premiul Hugo
  - ro.: „Dinozauri”
- "Witness" (1987) - nominalizată la premiul Nebula
- "Surfacing" (1988) - nominalizată la premiile Hugo și Nebula
- "Solip:System" (1989)
- "Prayers on the Wind" (1991) - nominalizată la premiul Nebula
- "Wall, Stone, Craft" (1993) - nominalizată la premiile Hugo și Nebula
- "Foreign Devils" în War of the Worlds: Global Dispatches (1996) - câștigătoare a premiului Sidewise pentru Istorie Alternativă
- "Lethe" (1999) - nominalizată la premiul Nebula
- "Daddy's World" (2000) - câștigătoare a premiului Nebula
- "Argonautica" (2001) - nominalizată la premiul Nebula
- "The Last Ride of German Freddie" în Worlds That Weren't (2002) - nominalizată la premiului Sidewise pentru istorie alternativă
- "The Tang Dynasty Underwater Pyramid" (2004)
- "The Green Leopard Plague" (2004) - câștigătoare a premiului Nebula, nominalizată la premiul Hugo
- „Sarah Runs The Weasel”
  - ro.: „Sara lucrează cu Nevăstuica” (CPSF 502, traducere Mihai-Dan Pavelescu)